# Lubię to

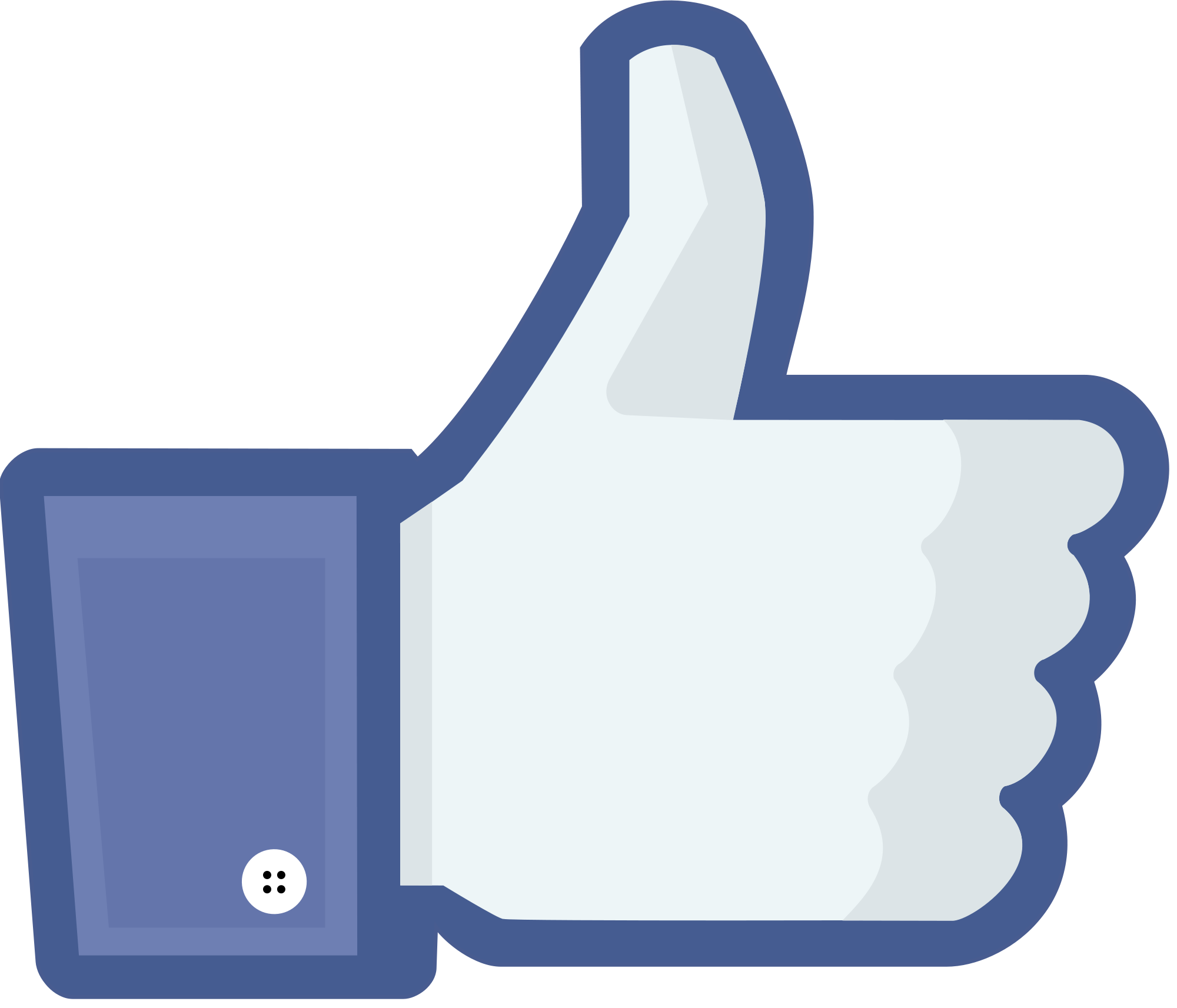
Przycisk "Lubię to!"

Lubię to, przycisk polubienia – funkcja w oprogramowaniu komunikacyjnym, takim jak serwisy serwisy społecznościowe, fora internetowe, serwisy informacyjne i blogi, za pomocą której użytkownik może wyrazić, że lubi lub popiera określone treści. Serwisy internetowe wyposażone w przyciski "lubię to" zazwyczaj wyświetlają liczbę użytkowników, którzy polubili daną treść, oraz mogą pokazywać pełną lub częściową ich listę. Jest to ilościowa alternatywa dla innych metod wyrażania reakcji na treści. Niektóre witryny zawierają także przycisk "nie lubię", dzięki któremu użytkownik może zagłosować przeciw, wyrażając swoją dezaprobatę.
Przycisk spopularyzowany został przez platformę społecznościową Facebook należącą do koncernu Meta. Został ona wprowadzony 9 lutego 2009 r.. W lutym 2016 r. Facebook wprowadził inne reakcje - nowy sposób wyrażania emocji w postach na Facebooku. Nowe reakcje to m.in. "Miłość", "Haha", "Wow", "Smutek" lub "Gniew".
W innych platformach społecznościowych przycisk "lubię to" przybiera często postać serduszka (❤️). Motyw serduszka wykorzystywany jest na Instagramie, TikToku, Twitterze oraz YouTube.